# Adrián Richeze
Adrián Richeze (né le 29 avril 1989 à Buenos Aires) est un coureur cycliste argentin. Ses frères Mauro, Maximiliano et Roberto sont également coureurs cyclistes.

## Biographie
En avril 2016, il se classe deuxième du championnat d'Argentine sur route, derrière son frère Mauro Abel Richeze.

## Palmarès sur route

### Par année
- 2005
  - 3e du championnat d'Argentine du contre-la-montre cadets
- 2007
  - 3e du championnat d'Argentine sur route juniors
- 2008
  - La Bolghera
- 2009
  - Coppa Ardigò
  - Trophée Lampre
  - 3e de la Medaglia d'Oro Nino Ronco
  - 3e du Circuito Casalnoceto
- 2012
  - Gran Premio San Juan
  - 2e étape du Tour de Tolède
  - Circuit d'Escalante
  - 3e du Circuito Aiala
  - 3e du Gran Premio San Lorenzo
- 2014
  - 2e de la Doble Difunta Correa
- 2015
  - 2e étape de la Doble Bragado
  - Mendoza-San Juan
  - 2e de la Doble Difunta Correa
- 2016
  - Clásica 1° de Mayo
  - Doble Calingasta :
    - Classement général
    - 1re et 2e étapes

  - 2e du championnat d'Argentine sur route
  - 2e de la Doble Media Agua
- 2017
  - Doble Difunta Correa
  - Prologue du Giro del Sol San Juan (contre-la-montre par équipes)
  - Prologue du Tour de Mendoza (contre-la-montre par équipes)
  - Tour de Sarmiento :
    - Classement général
    - 2e étape

  - 2e de la Clásica 1° de Mayo
- 2018
  - 1re étape du Tour d'Uruguay
  - Doble Chepes

### Classements mondiaux
| Année            | 2017 |
| ---------------- | ---- |
| UCI America Tour | 338e |

## Palmarès sur piste

### Jeux panaméricains
- Toronto 2015
  -  Médaillé d'argent de la poursuite par équipes

### Jeux sud-américains
- Santiago 2014
  -  Médaillé d'argent de la poursuite par équipes

### Championnats nationaux
- 2019
  -  Champion d'Argentine de poursuite par équipes (avec Rubén Ramos, Laureano Rosas et Nicolás Tivani)